# ポリネシア神話
ポリネシア神話（ポリネシアしんわ、英語: Polynesian Mythology）は、南太平洋のポリネシアに住むポリネシア人が伝統的に培ってきた宗教に基づいた神話である。ここでポリネシアとは、通常ポリネシアン・トライアングル（ハワイ～ニュージーランド～イースター島を結ぶ三角形）と呼ばれる地域だけでなく、ミクロネシアとメラネシアからなる域外ポリネシア (Plynesia Outlier) も含む地域に分布する。

## 神々
海と漁業の神「タンガロア」(Tangaroa) が重要な中心的な位置を占め  、天と地の融合、海上遠征の話などが語られる。母なる神「ヒナ」（Hina）、いたずらの半神「マウイ」なども登場する。イオはマオリ独自の神、マオリ族に伝わる創造神。具体的な姿を持たず、「言葉」によって万物を創造したといわれる。イオについて知っているのは神官だけで、一般の人々には知らされない秘儀の神であった。

## 分布
ポリネシア神話は広い地域の各地、各島に似て非なる神話が分布しており、マオリ神話、ハワイ神話、イースター島神話、ソシエテ諸島神話などもポリネシア神話の分派と考えられる。